# Полет 202 на „Еърблу“
Полет 202 на „Еърблу“ е редовен вътрешен пътнически полет от международното летище Джина, Карачи, до международното летище „Беназир Бхуто“, Исламабад, Пакистан, управляван от „Еърблу“. На 28 юли 2010 г. самолетът „Еърбъс А321-231“, който изпълнява полета, се разбива в хълмовете Маргала, северно от Исламабад, докато се приближава към международното летище „Беназир Бхуто“, което води до смъртта на всички 146 пътници и 6 души екипаж на борда. По време на инцидента времето на летището е дъждовно с лоша видимост, което налага пилотите да кръжат известно време около пистата.
Устройствата за полетни данни и разговори в пилотската кабина разкриват, че капитанът се отклонява значително от установените процедури за заход. Той е записан как се смее на заповед от контрола на въздушното движение и как отхвърля загрижеността на първия офицер относно установяването на визуален контакт с летището. Службата за гражданска авиация на Пакистан заключава, че катастрофата е причинена от неправилно управление на полета от капитана. Арогантното му поведение по време на целия полет кара първия офицер да загуби самочувствие, а това му дава по-малко шансове да оспори грешките на капитана и на практика прекъсва всякакво смислено управление на ресурсите на екипажа поради токсичната работна среда.
Членове на семействата на пътници в самолета поставят под съмнение доклада на пакистанските власти и квалификацията на тези, които разследват. През 2012 г. Върховният съд на Пешавар нарежда на пакистанското правителство да разследва отново катастрофата. Ревизираният доклад е описан като неизчерпателен от МОГА и че органът, който провежда разследването, не е независим, и препоръчва независима ревизия на окончателния доклад.
След катастрофата е построен мемориал в близост до Даман-е-Кох. Това е най-смъртоносният въздушен инцидент в Пакистан до 2025 г. и първата фатална катастрофа с „Еърбъс А321“.